# Сибілла Ангальтська
Сибілла Ангальтська (нім. Sibylla von Anhalt, 28 вересня 1564 — 26 жовтня 1614) — ангальтська принцеса з династії Асканіїв, донька князя Ангальту Йоахіма Ернста та графині Барбі-Мюлінгенської Агнеси, дружина герцога Вюртемберзького Фрідріха I.
Настоятелька абатства Святого Кіріака в Гернроде у 1577—1581 роках.

## Біографія

### Ранні роки
Народилась 28 вересня 1564 року у Бернбурзі. Була четвертою дитиною та четвертою донькою в родині князя Ангальт-Цербсту й Ангальт-Дессау Йоахіма Ернста та його першої дружини Агнеси Барбі-Мюлінгенської. Мала старших сестер Анну Марію та Єлизавету. Ще одна сестра померла до її народження. Згодом сімейство поповнилося синами Йоганном Георгом і Крістіаном.

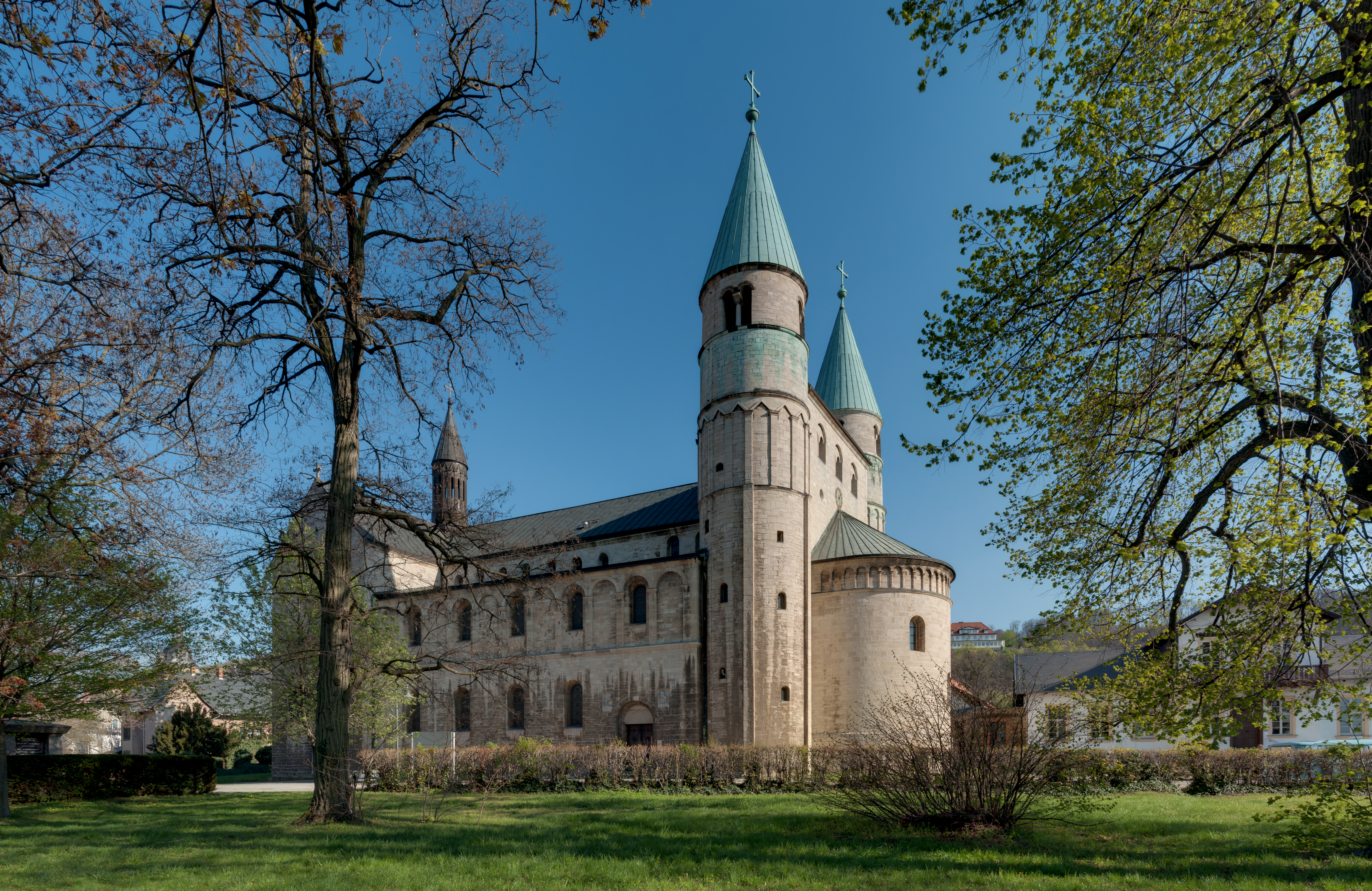
Монастирська церква в Гернроде

Втратила матір у 4-річному віці. Батько наступного року став князем об'єднаного Ангальту. У січні 1571 року він узяв другий шлюб із герцогинею Елеонорою Вюртемберзькою. Від цього союзу мав ще десятеро дітей.
У 1677 році, під тиском Йоахіма Ернста, неповнолітня Сибілла стала наступницею своєї сестри Анни Марії на посту настоятельки в абатстві Святого Кіріака в Гернроде. Імператор Рудольф II затвердив її на посаді. Щодо фактичної діяльності, у документах монастиря ім'я принцеси згадується лише під час передачі нею земельного наділу удові Стефана Молітора, колишнього суперінтенданту монастиря. У 1581 році дівчина склала свої повноваження, аби взяти шлюб, влаштований її мачухою. 

### Шлюб та діти
У 16 років Сибілла стала дружиною 23-річного графа Монбельяру Фрідріха Вюртемберзького. Весілля відбулося 22 травня 1581 року в Дессау. Наречений був палким лютераніном, водночас мав деспотичний характер. Відмічали його ненадійність, впертість та егоїзм. Оселилась пара у Монбельярському замку. У них народилося п'ятнадцятеро дітей.
Після смерті Людвіга Побожного наприкінці літа 1593 року, Філіп успадкував герцогство Вюртемберг. Сибілла при дворі чоловіка великої ролі не грала і не мала впливу на політику. В тривалих поїздках Францією, Італією та Англією його не супроводжувала.

### Подальше життя
Шлюб герцозької пари був нещасливим через легковажність Фрідріха. І, після п'ятнадцяти років спільного життя, пара почала жити майже окремо. Сибілла віддалася поглибленим заняттям ботанікою та хімією. Свій інтерес до алхімії вона пояснювала сбором трав для виробництва ліків для бідних. Придворним аптекарем призначила Гелену Маґенбух. Жінки разом розбивали сади та експериментували з ліками, отриманими з рослин. Після смерті Гелени, її місце у 1606 або 1607 році зайняла Марія Андреа, що залишалася із Сибіллою до самої смерті.

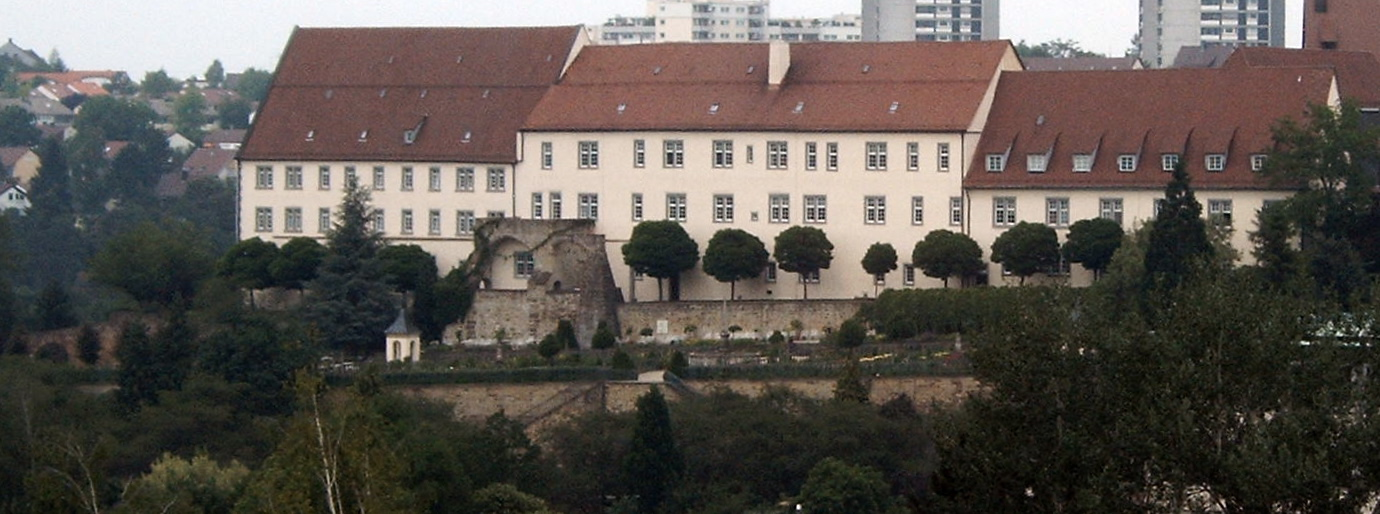
Замок Леонберг із помаранчевим садом

У січні 1608 року Фрідріх I пішов з життя. Для удовиної долі Сибілли призначалися замки в Райхенвейлері та Байльштейні. Однак, новий герцог Йоганн Фрідріх, на прохання матері, влаштував її у замку Леонберг. Також він віддав наказ придворному архітектору Генріху Шикхардту відновити палацовий комплекс та створити терасний сад з фонтаном і розплідником помаранчів спеціально для удовіючої герцогині.
За часів Сибілли володіння екзотичними та цінними помаранчами свідчило про багатство і зміцнювало репутацію. Рослина використовувалася як для кухні, так і для виготовлення ліків. Окрім помаранчів, у розпліднику зимували інжир, алое, лимони й інші чутливі до морозів рослини. Сад, розбитий у 1609 році, наразі є єдиним збереженим садом епохи Пізнього Відродження в Німеччині і одним із небагатьох в Європі.
Також для герцогині був збудований Шикхардтом Озерний будинок (нім. Das Seehaus) на Ельтінгерському морі, як заміська та мисливська резиденція.
Сибілла пішла з життя 26 жовтня 1614 року. Була похована у крипті Колегіальної церкви Штутгарта.

## Родина

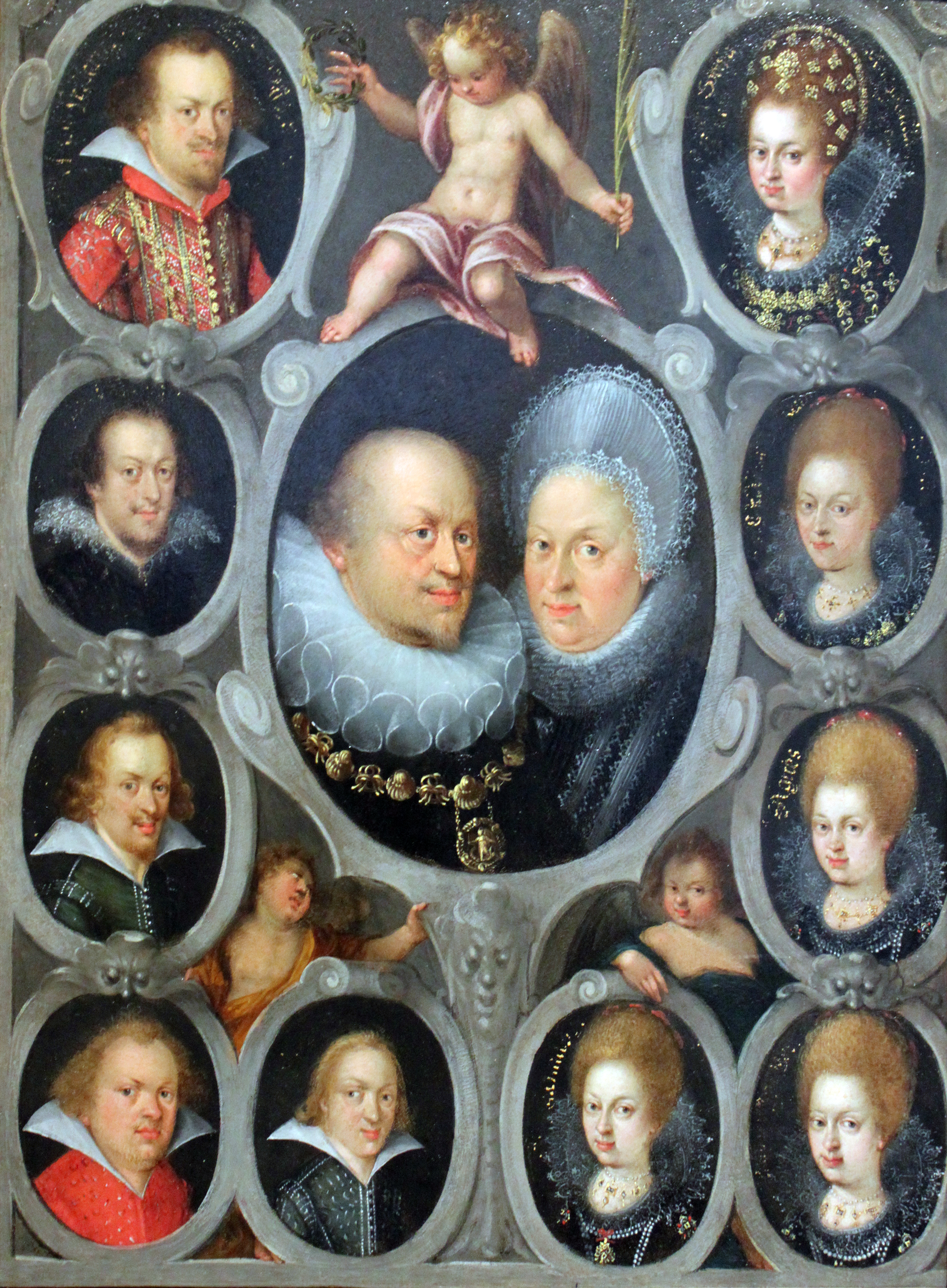
Портрет герцозького подружжя із дітьми, 1605—1606 роки

Чоловік — Фрідріх I, герцог Вюртемберзький
Діти:
- Йоганн Фрідріх (1582—1628) — герцог Вюртембергу у 1608—1628 роках, був одруженим із Барбарою Софією Бранденбурзькою, мав восьмеро дітей;
- Георг Фрідріх (1583—1591) — прожив 7 років;
- Сибілла Єлизавета (1584—1606) — дружина спадкоємного принца Саксонії Йоганна Георга, мала сина, що помер при пологах;
- Єлизавета (нар. та пом. 15 січня 1585) — померла після народження;
- Людвіг Фрідріх (1586—1631) — герцог Вюртемберг-Монбельяру у 1617—1631 роках, був двічі одруженим, мав шестеро дітей від обох шлюбів;
- Йоахім Фрідріх (27—31 січня 1587) — прожив 4 дні;
- Юлій Фрідріх (1588—1635) — герцог Вюртемберг-Вайльтінгену у 1617—1635 роках, був одруженим із Анною Сабіною Шлезвіг-Гольштейн-Зондербурзькою, мав дев'ятеро дітей;
- Філіп Фрідріх (9 травня—5 вересня 1589) — прожив 4 місяці;
- Єва Крістіна (1590—1657) — дружина маркграфа Йоганна Георга Бранденбурзького, мала п'ятеро дітей, що не залишили нащадків;
- Фрідріх Ахілл (1591—1631) — герцог Вюртемберг-Нойєнштадту у 1617—1622 роках, одруженим не був, дітей не мав;
- Агнеса (1592—1629) — дружина герцога Саксен-Лауенбурзького Франца Юлія, мала семеро дітей, що померли в ранньому віці;
- Барбара (1593—1627) — дружина маркграфа Баден-Дурлаху Фрідріха V, мала п'ятеро дітей;
- Магнус (1594—1622) — герцог Вюртемберг-Нойєнбюргу у 1617—1622 роках, одруженим не був, дітей не мав;
- Август (24 січня—21 квітня 1596) — прожив 3 місяці;
- Анна (1597—1650) — одружена не була, дітей не мала.